# Bronze Records
Bronze Records – brytyjska niezależna wytwórnia płytowa założona w Londynie w 1971 roku przez Gerry’ego Brona. Z powodu kłopotów finansowych została zamknięta w 1986.

Na początku 2003 Gerry Brown i Pete Brown ogłosili reaktywowanie wytwórni.

## Ważniejsi artyści z Bronze Records
- Colosseum
- Girlschool
- Hawkwind
- Juicy Lucy
- Manfred Mann’s Earth Band
- Motörhead
- Osibisa
- Sally Oldfield
- The Damned
- Uriah Heep